# Gyps rueppellii

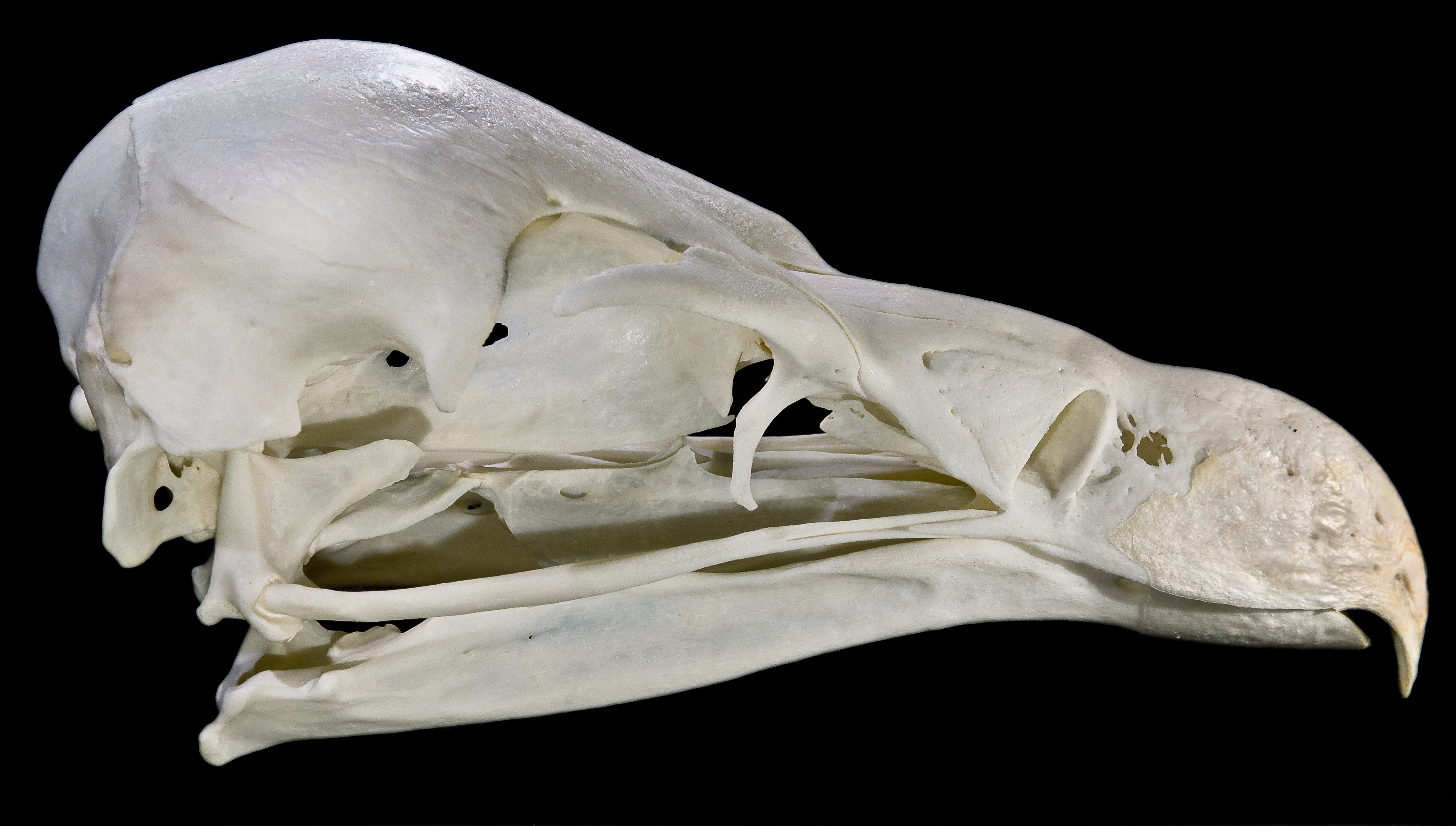
Gyps rueppellii

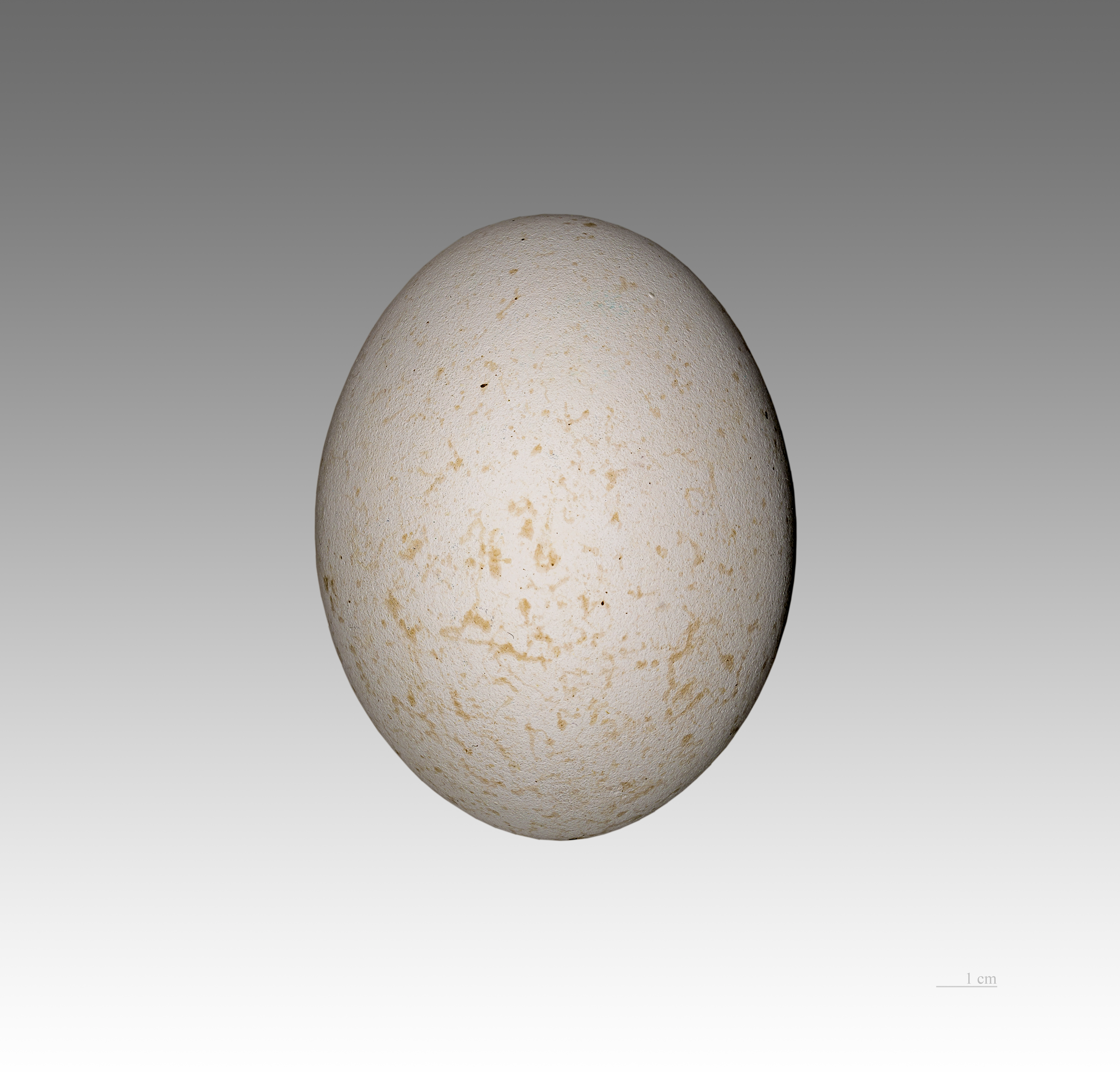
Gyps rueppellii

Gyps rueppellii là một loài chim trong họ Accipitridae.
Loài kền kền này có thể được tìm thấy trên khắp vùng Sahel của miền trung châu Phi. Dân số hiện tại là 30.000 cá thể đang giảm do mất môi trường sống, ngộ độc ngẫu nhiên và các yếu tố khác. Kền kền Rüppell được đặt theo tên của Eduard Rüppell, một nhà thám hiểm người Đức, nhà sưu tập và nhà động vật học thế kỷ 19. Kền kền của Rüppell được coi là loài chim bay cao nhất, với bằng chứng xác nhận về một cá thể bay ở độ cao 11.300 m (37.000 ft) so với mực nước biển.

## Phân phối
Phạm vi của chúng kéo dài qua vùng Sahel của châu Phi, nơi chúng có thể được tìm thấy ở đồng cỏ, núi và rừng. Từng được coi là phổ biến trong các môi trường sống này, các loài kền kền của Rüppell đang trải qua sự giảm sút số lượng, đặc biệt là ở phần phía Tây trong phạm vi của chúng. Chúng là những con chim tương đối chậm, bay với vận tốc 35 kilômét trên giờ (22 mph), nhưng bay trong 6–7 giờ mỗi ngày và sẽ bay xa 150 kilômét (93 mi) từ một trang địa điểm từ tổ để tìm thức ăn.

## Hình ảnh

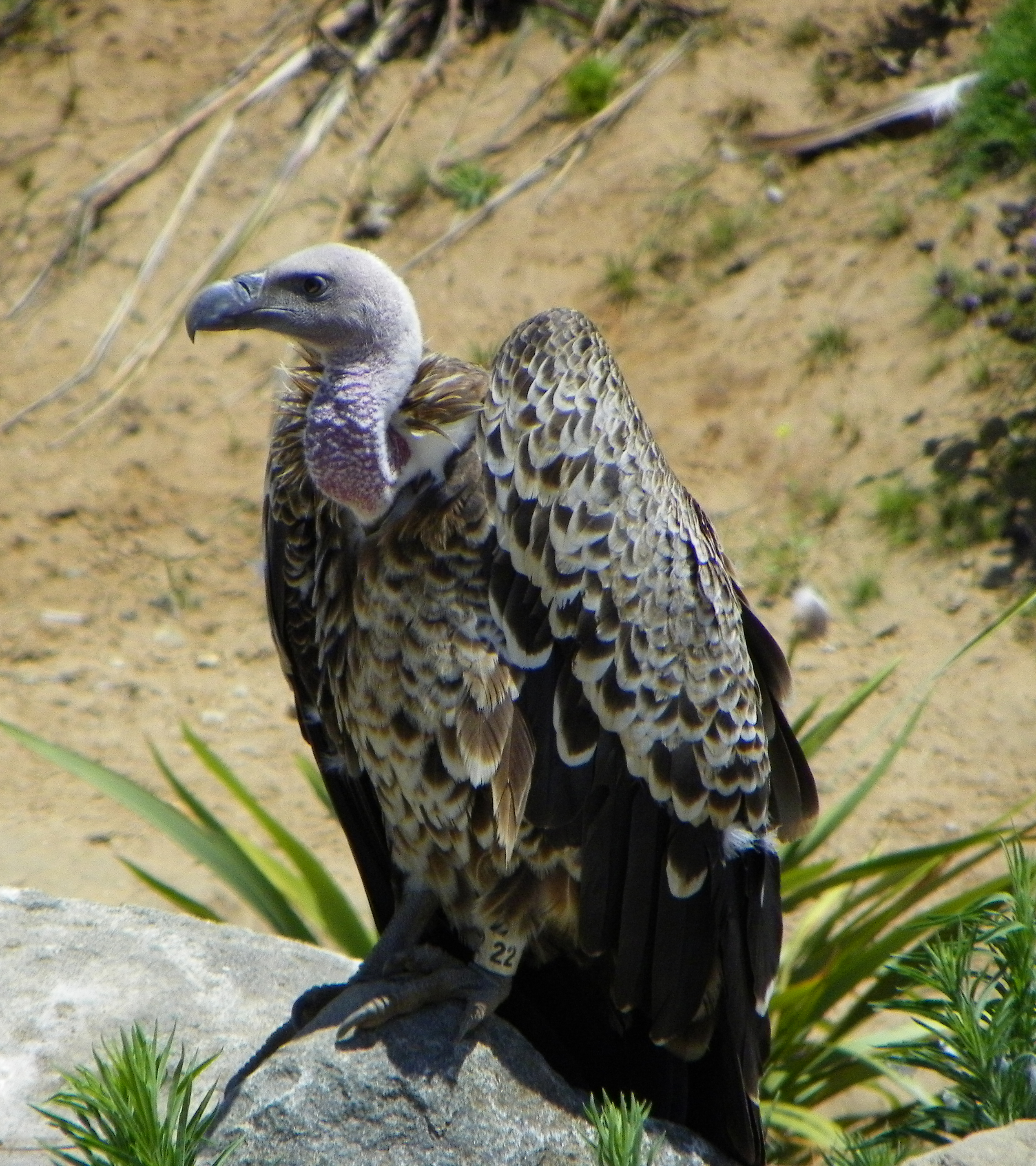
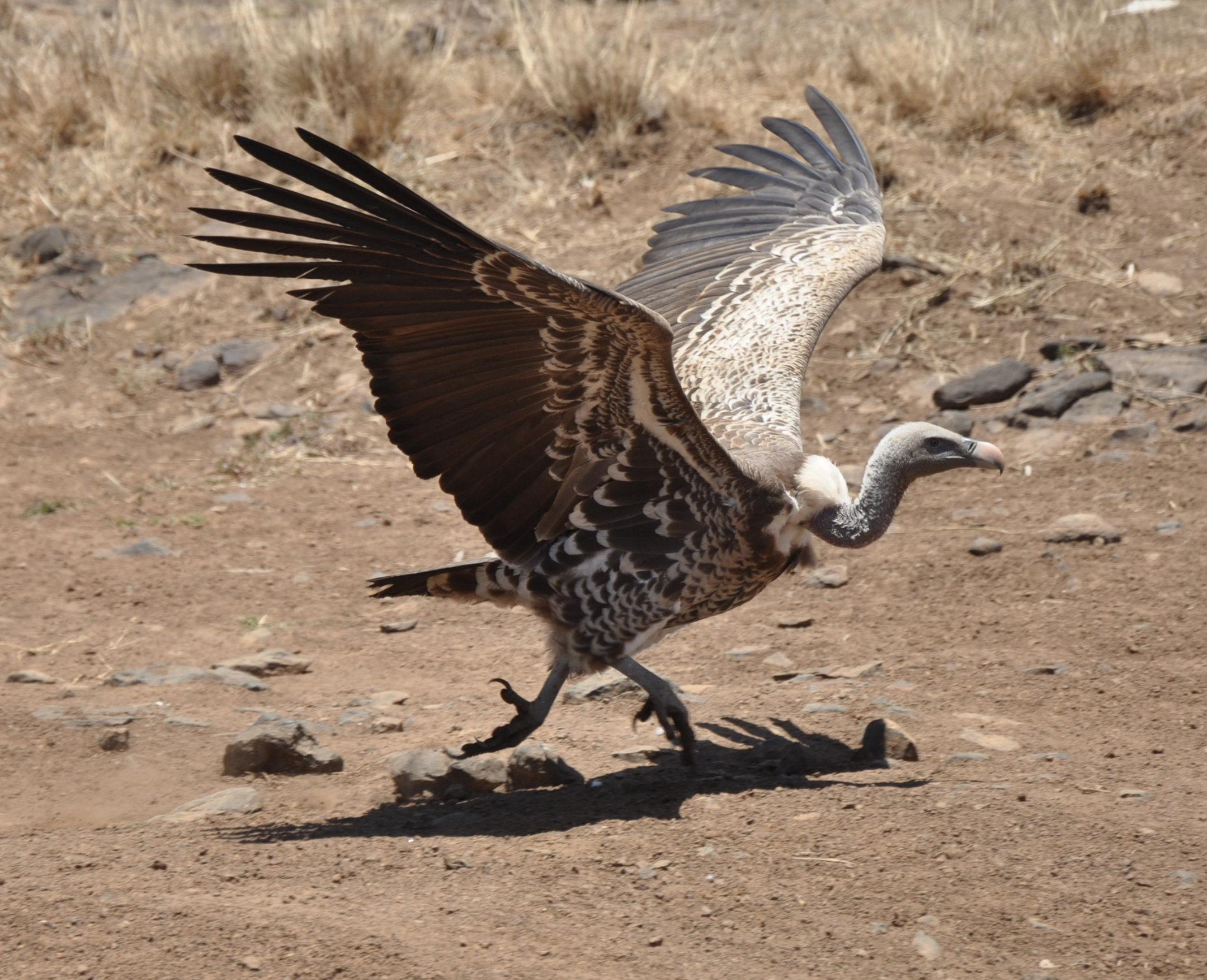
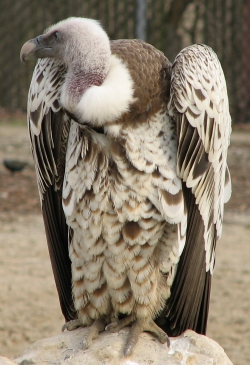